# Concierge (immeuble)
 (mai 2019).
Si vous disposez d'ouvrages ou d'articles de référence ou si vous connaissez des sites web de qualité traitant du thème abordé ici, merci de compléter l'article en donnant les références utiles à sa vérifiabilité et en les liant à la section « Notes et références ».
Pour l’article homonyme, voir Concierge.
Ne doit pas être confondu avec Concierge (hôtellerie).
Un concierge, ou gardien d'immeuble, est un employé assigné à un immeuble, qui a pour fonction de garder des bâtiments à vocation professionnelle, des locaux de dépôt (garages, sous-sols...) ou des bâtiments d'habitation. Il accueille et renseigne les visiteurs, mais il assure aussi des tâches comme l'entretien des parties communes, ou la distribution du courrier à ses occupants. Il lui arrive aussi de prendre en charge l'entretien du jardin ou de l'espace vert avoisinant et d'assurer la protection des bâtiments et des locaux (ouverture et fermeture des portes), éventuellement en effectuant des rondes de surveillance. 
Le concierge habite généralement une « loge », c'est-à-dire un appartement prévu à cet effet et dont l'entrée est usuellement située au rez-de-chaussée d'un bâtiment.

## Origine du mot et du titre de concierge

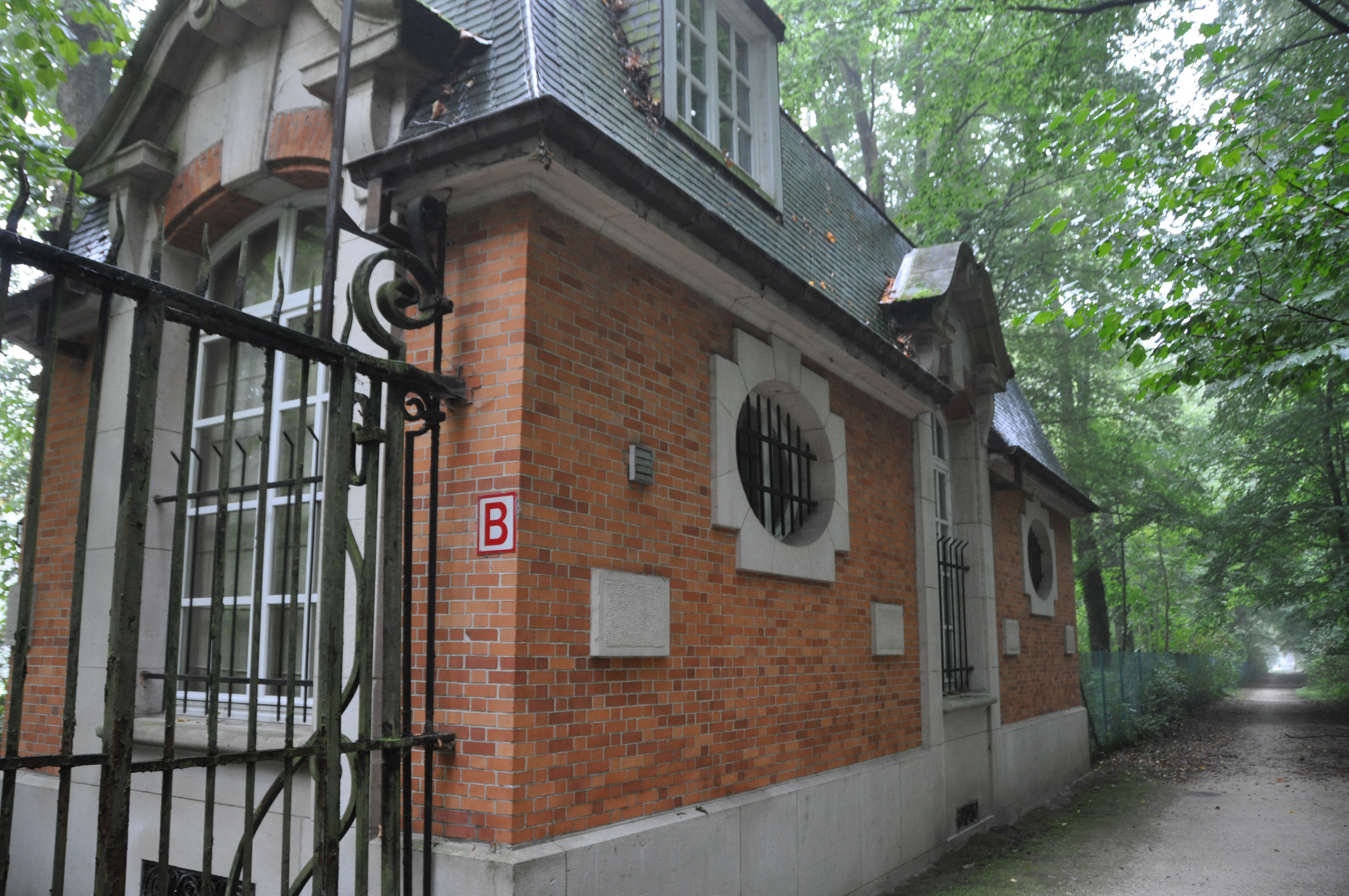
La conciergerie du Château de La Fougeraie en Belgique.

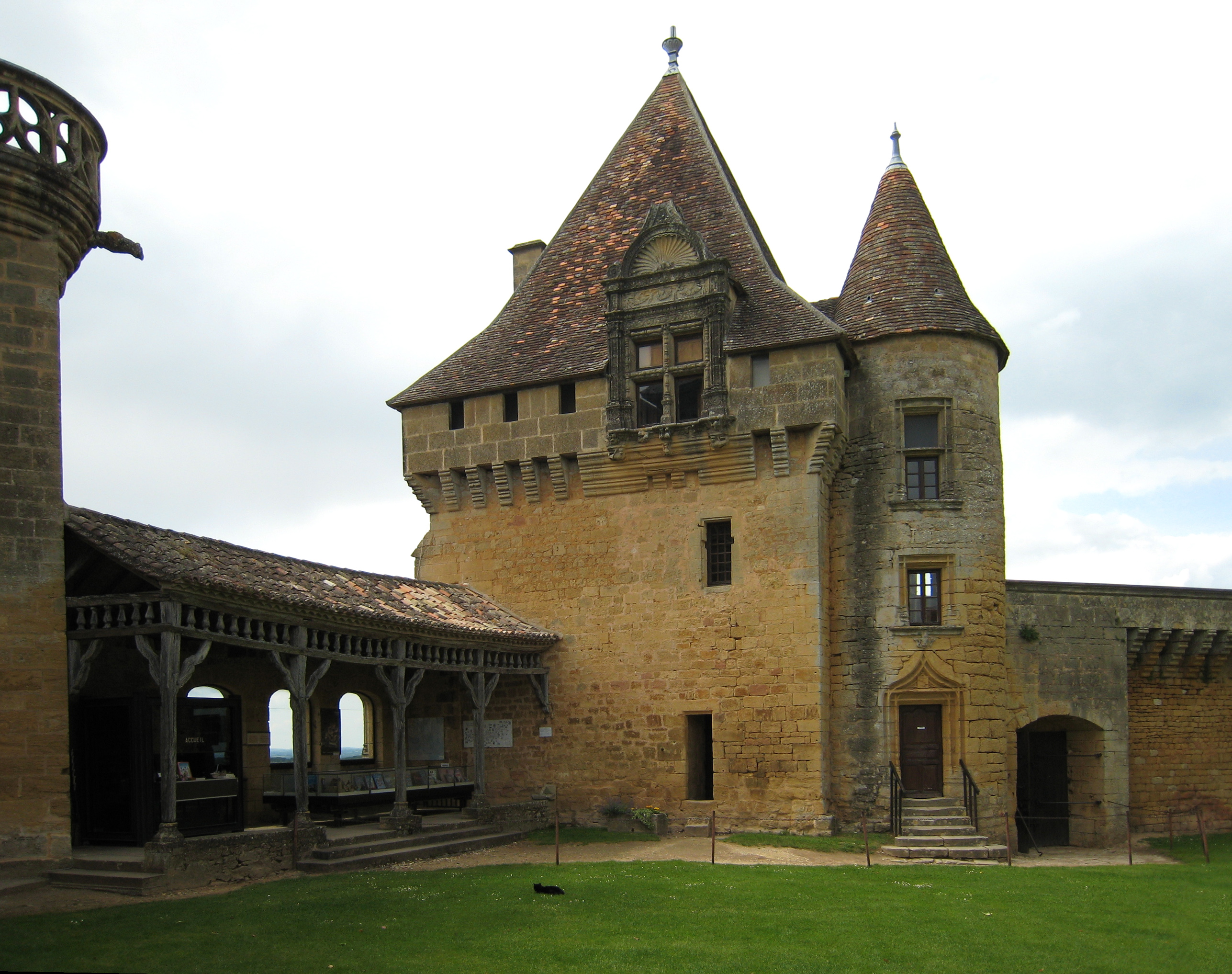
Tour du Concierge au château de Biron

La première mention de l'office de concierge se trouve au XIIe siècle, sous la forme cumcerge (1192) puis concierge (vers 1220). Au départ, il s'agit apparemment d'officiers dont la fonction est de garder le palais, puis de simples châteaux et des hôtels particuliers. Le titre est prestigieux et, au XIVe siècle encore, une reine le réclame. Il se dévalue ensuite jusqu'à désigner de simples gardes-champêtres.
On a rapporté[Qui ?] l'origine du mot à un latin hypothétique conservius et, plus récemment[évasif], à un ancien français également hypothétique canchiarche, directeur du canchier, c'est-à-dire de la prison.
On trouve également qu'en 1368, Charles V de France décida de quitter le trop peu sûr palais de la Cité au profit de l'hôtel Saint-Pol et de Vincennes. Il nomma alors un gouverneur du palais également chargé de la police et de l'éclairage, et appelé de ce fait concierge. Par extension, les locaux occupés par ce gouverneur reçurent le nom de Conciergerie, qui devint aussi un petit pavillon à l'entrée d'un château, où se tenait le concierge, près des grilles.

## Conditions générales d'exercice de la profession

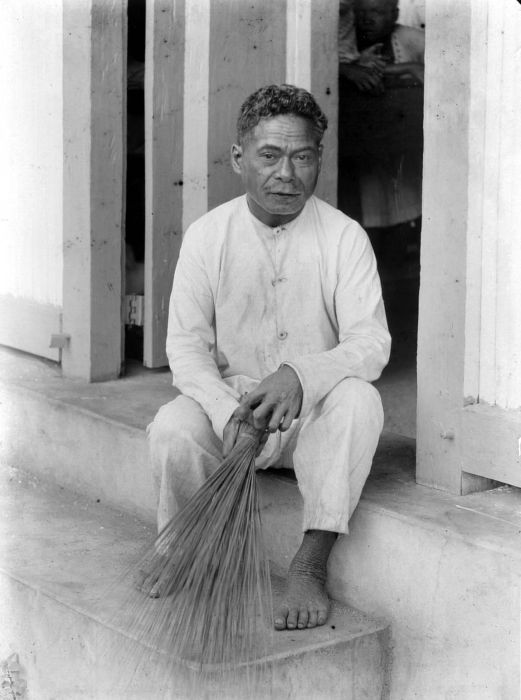
Concierge devant une école de mission (Indonésie)

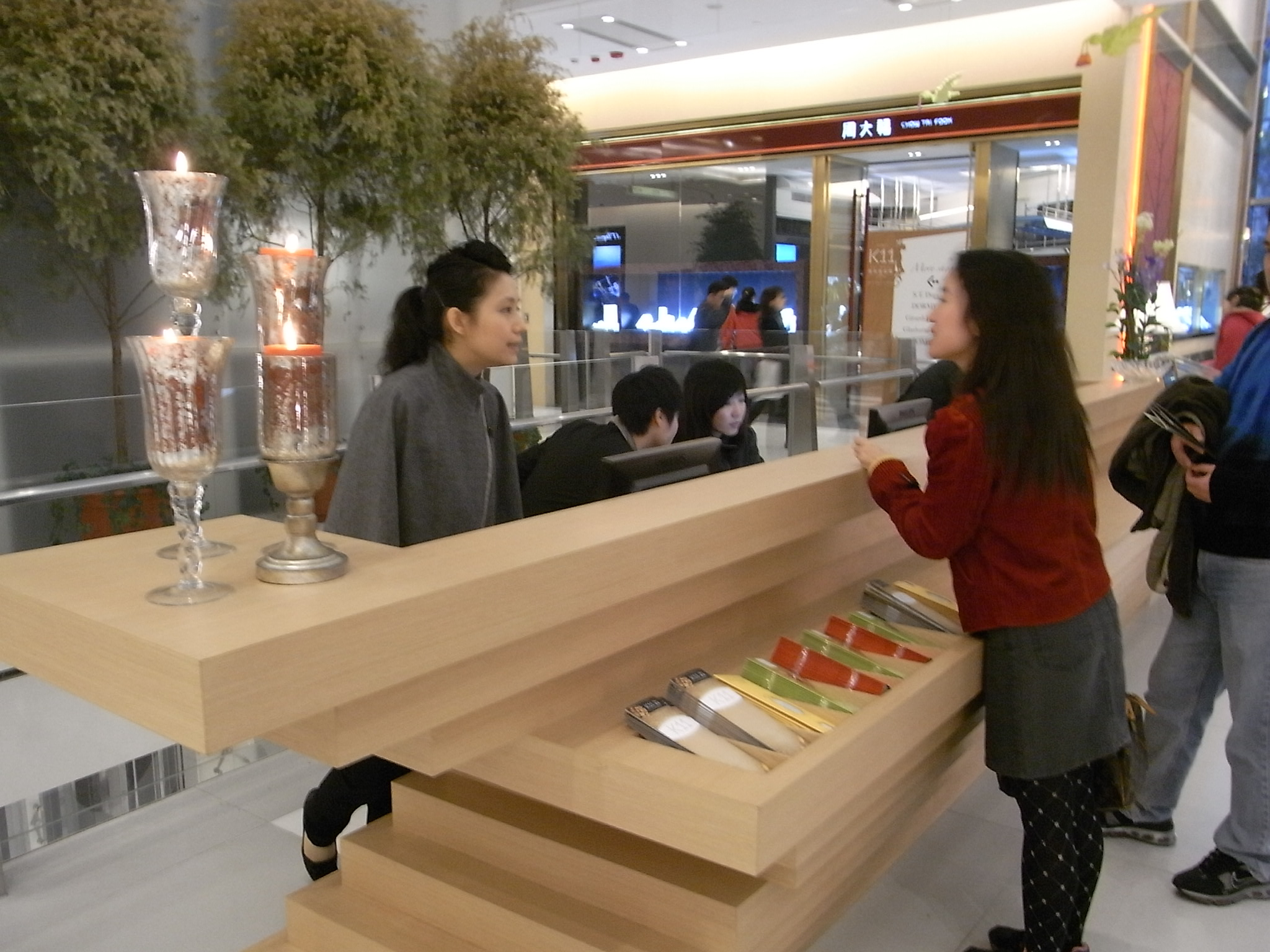
Concierge dans un centre commercial (Hong Kong)

Cette profession peut s'exercer dans différents types de bâtiments. L'activité considérée demande une présence permanente dans les locaux concernés (avec notamment la possibilité de logement sur place, …). Cette profession nécessite une entière disponibilité vis-à-vis des occupants ou usagers ainsi que de multiples allées et venues dans les bâtiments pour la réalisation des travaux d'entretien. Les horaires sont variables selon le lieu d'exercice de la profession.
Ces travailleurs sont employés par des sociétés immobilières, sociétés immobilières de service public, des organismes HLM ou des syndicats de copropriétaires.

### Le métier de concierge en Suisse
En Suisse, c'est une profession à part entière, l'apprentissage (CFC) d'une durée de trois ans donne droit de porter le titre d'agent(e) d'exploitation, la suite de la formation se fait sur deux ans avec des examens qui débouche sur un brevet fédéral, celui ou celle qui passe avec succès ces examens est autorisé à porter le titre de concierge avec brevet fédéral.
Le/La concierge a des aptitudes manuelles, des compétences pratiques et une compréhension de la technique. Il/Elle est indépendant(e), fiable et entretient un contact facile et correct avec la clientèle et ses supérieurs.
Le/La concierge est responsable de l'entretien des immeubles qui lui sont confiés. Il/Elle est la personne à laquelle les utilisateurs, les clients et les locataires peuvent adresser la parole pour communiquer leurs désirs. Il/Elle les aide dans le cadre des possibilités.
Selon l'exigence des immeubles le/la concierge est responsable des activités suivantes :
- entretien d'immeuble ;
- entretien extérieur ;
- soin des installations techniques ;
- nettoyage ;
- environnement et jardinage ;
- économie d'énergie ;
- déchets (tri).

Le/La concierge accomplit les activités suivantes dans le cadre de l'administration d'immeuble :
- calcul des frais ;
- établir des devis ;
- contrôler les travaux concernant les frais alloués ou les exécuter lui/elle-même ;
- suivre les dépenses.

Il gère le personnel subordonné, fait des propositions pour leur emploi et est responsable de leurs activités.

### Le métier de concierge en France métropolitaine
En France métropolitaine, c'est une profession à part entière, elle est régie par la Convention collective nationale des gardiens, concierges et employés d'immeubles.
La convention collective définit « sur l'ensemble du territoire métropolitain les conditions de travail et de rémunération du personnel disposant ou non d'un logement de fonction et chargé d'assurer la garde, la surveillance et l'entretien ― ou une partie de ces fonctions seulement ― des immeubles ou ensembles immobiliers et de leurs abords et dépendances, qu'ils soient affectés à l'habitation, à l'usage commercial ou professionnel, placés sous le régime de la copropriété, donnés en location ou inscrits à une association syndicale de propriétaires (ASP), quel que soit le régime juridique de l'employeur ». Le détail des tâches du concierge est documenté dans son contrat de travail. 
En matière de formation pour accéder au métier, deux voies existent : 
1. Un titre professionnel : le CQP Gardien d'Immeubles[6] ;
2. Un diplôme d’État, le CAP Gardien d'Immeubles[7].

### Le métier de concierge d'école en Suisse[8]

#### Tradition
Historiquement le métier de concierge était pratiqué en couple, cependant il persistait des inégalités, la femme ne bénéficiait pas de bonnes conditions financières et ce sont les hommes qui disposaient du contrat de travail. De plus, il fallait initialement être marié pour prétendre au poste de concierge dans un établissement scolaire.
La répartition des tâches suivait généralement le même schéma : 
- L’homme se consacrait essentiellement sur les travaux demandant de la force physique, souvent à l’extérieur des bâtiments.
- La femme prenait ses fonctions dans les tâches domestiques, ou en remplacement de l’infirmière scolaire.

#### Formes d’organisations
Un logement de fonction peut être mis à disposition directement dans l’école. Le concierge est alors indépendant, il travaille dans sa sphère privée, il peut occuper le poste seul, avec sa femme, ou encore avec une aide auxiliaire. Suivant cette forme d’organisation assez libre, le métier de concierge laisse émerger une grande dimension sociale. Il offre une grande stabilité et permet de passer du temps en famille. Le concierge organise alors seul ses journées suivant les directives de l’établissement responsable et a un contact direct avec les différents acteurs dans l’école, permettant ainsi une bonne communication entre les organismes. Agissant seul, le concierge doit avoir de bonnes connaissances techniques mais aussi une bonne organisation afin de ne pas se retrouver dépassé. 
Dans une entreprise englobant plusieurs établissements, il peut y avoir des changements dans les équipes de travail, et pour les employés, l’école est seulement et purement un lieu de travail. Par exemple, le concierge peut juste être dans une équipe de concierges et appliquer les tâches demandées dans divers établissements. Le concierge occupe alors un poste conventionnel et peut mettre en œuvre ses compétences. Le concierge responsable, lui, s’occupe de coordonner les équipes et est alors plus actif dans la gestion de groupe et des tâches à accomplir. Il agit aussi comme lien entre le monde des professeurs et du rectorat et le groupe de concierge qu’il subordonne, lui ajoutant ainsi un grand rôle dans la bonne entente entre ces organismes. La rationalisation de la conciergerie d’un établissement dépendra alors grandement des capacités de ce responsable concierge.    
Une organisation indépendante peut également s’occuper des contrôles d’usage sur l’espace scolaire, en lien ou non avec l’école. Dans ce cas, le rapport avec l’école est très sommaire et l’organisation est totalement géré par cette organisation externe.
La gestion de l’organisation de la conciergerie dans un établissement dépend donc fortement de ces ressources et les différents aspects techniques ou d’organisation jouent un rôle différent selon les structures adoptées.

#### Compétences sociales
Certains concierges évoquent la dimension interactionnelle du métier, en particulier avec les élèves où ils doivent être à leur écoute. Parfois chargé de maintenir l’ordre en dehors des heures de cours en allant même jusqu’à émettre une sanction, sa présence influence l’atmosphère globale de l’école. Ils peuvent accompagner des activités parascolaires ou assister le corps enseignant en se tenant à leur disposition. Leur influence se trouve aussi dans les résultats de son travail, telle que l’hygiène est le bon fonctionnement des installations. Prenant conscience de l’aspect social de leur métier, certains concierges ont demandé pouvoir suivre des cours de relations humaines afin de pouvoir mieux exercer leur rôle de « médiateur ».
D’autre part certains concierges ne préfèrent pas résider sur le lieu de travail, ils organisent leurs tâches de manière à optimiser la sécurité et la propreté du bâtiment. Ils peuvent se montrer discret et plutôt chercher à éviter le partager de l’espace avec les usagers de l’école. Dans ce registre plus technique, le fait d’éviter les relations sociales pendant les heures de travail est pointé comme un gage de qualité. 
La professionnalisation du métier de concierge a créé de nouvelles compétences pour répondre aux besoins issus par exemple de la fusion de plusieurs petits établissements en un établissement plus important. Des réseaux se mettent alors en place et la dimension sociale traditionnelle perd du terrain. En effet la spécialisation des autres domaines tels que la médiation, la logopédie ou l’infirmerie, restreignent en quelque sorte le concierge dans un rôle plus technique. Une hiérarchie, des cahiers des charges fixes, et des contrats de travail individuels modifient la figure du concierge, les logements de fonction (principalement dans le milieu urbain) sont petit à petit supprimés et les temps de travail sont optimisés et donc réduits. La souplesse des horaires de fonction dépend essentiellement de l’établissement et de sa direction.
En Suisse, les exigences du métier s’éloignent de l’aspect social et se rapprochent de l’aspect technique. Les exigences de « l’ordonnance sur la formation professionnelle initiale d’agent d’exploitation du SEFRI » de 2014 mettent plus d’accent sur les capacités techniques du concierge et réduisent l’importance des relations humaines par rapport à celle établie en 2006. 

#### Compétences techniques
Le concierge n’a pas forcément une formation d’agent d’exploitation et n’est donc pas souvent formé pour les différents composants techniques d’un immeuble. Cependant, c’est souvent un professionnel du bâtiment qui reprend ce métier et ainsi a des connaissances afin de pouvoir maximiser la sécurité des usagers selon les consignes professionnelles en vigueur, et sa connaissance des éléments tels que le chauffage.
Il doit aussi savoir planifier ces journées, avec autonomie et en étant toujours attentif au calendrier des activités d’entretien et d’encadrement des usagers des bâtiments. Ainsi, il a souvent un cahier des charges (apparu en 2000) à compléter durant ces journées dans lesquels il doit prendre un peu de temps tous les jours à les organiser. Mais il doit aussi faire face à différents imprévus et ses connaissances du bâtiment sont souvent mis à l’épreuve.
Les évolutions dans le domaine technique tendent à modifier l’organisation du concierge. Les horaires, les accès, les tâches, les infrastructures ou encore le matériel constituent la journée type du concierge. 
- Horaire : le rythme de vie dans les écoles est relativement stable dans le temps, cependant les observations montrent que dans certaines écoles les concierges attendent le soir lorsque les usagers sont partis
- Accès : L’image de la puce électronique ou RFID illustre les évolutions techniques de ce métier. Les clés font figure de symbole pour ce métier et elles sont remplacées par une nouvelle technologie. Les accès laissent souvent une trace ce qui permet de disposer d’une autorité de contrôle et de surveiller le travail du concierge comme un employé. Cela permet aussi de mieux organiser les tâches et d’avoir une vue d’ensemble sur le travail. Cela sort la profession de son image traditionnelle.
- Infrastructure : Les différents matériaux déterminent les techniques de nettoyage ainsi que le type de produits à utiliser. Les constructions utilisant des états de surface de qualité limitent le temps de travail du concierge. Il a alors plus de temps pour se consacrer à des tâches différentes. Le temps gagné avec l’évolution des infrastructures à contribuer au fait que les concierges résident de moins en moins sur leur lieu de travail, l’école.

#### Professionnalisation du métier
La complexification de l’organisation scolaire infléchit le rôle professionnel du concierge. Comme beaucoup d’écoles fusionnent pour devenir des grands établissements, les intervenants se multiplient et il y a alors une hiérarchisation des statuts, avec notamment la formation d’équipe avec différentes responsabilités.
Le développement de formations initiales et continues consacrées au métier montre la complexification du métier. Les formations peuvent aller de l’AFP d'employé d'exploitation et d'agent de propreté, du CFC d'agent d'exploitation (apparu en 2010 en suisse romande) et d'agent de propreté, du Brevet fédéral de concierge (apparu en 1998) et du Diplôme supérieur fédéral de dirigeant en facility management. 
L’évolution du poids de la formation sur l'expérience professionnelle (ordonnance initiale sur la formation professionnelle initiale d'agent d'exploitation du SEFRI (2006) a été modifiée en 2014, accordant désormais à l'examen final d'avantages d'importance au travail pratique effectué en formation (40%→50%) au détriment de l'expérience (20%→10%)) et ainsi les avoirs techniques gagnent en importance au détriment de la dimension relationnelle du métier.

### Filmographie
- Parties communes, film d'Aurélien Grèzes, Baiacedez Films, Clichy, 2010, 60 min (DVD)
- Éloge des concierges, reportage de Liza Fanjeaux et Nicolas Le Ber, TF1, 2009
- Le Hérisson, de Mona Achache, 2009

### Littérature
- L'Élégance du hérisson, roman de Muriel Barbery, 2006, Gallimard

### Photographie
- Robert Doisneau, photographe humaniste a immortalisé des concierges lors de ses prises de vue dans les années 40 à 60, telle que : La concierge aux lunettes, Les concierges de la rue du Dragon, Concierge au balai, La concierge est dans l'escalier, Concierge Paris Ier arrondissement, La concierge en chaussons, Madame Augustins, La cheminée de Madame Lucienne, La concierge musicienne, Dans la loge, Concierge au chat blanc, Concierges[9].